# Veltins-Arena
A Veltins-Arena (régebbi nevén Arena AufSchalke) a gelsenkircheni FC Schalke 04 labdarúgócsapat otthonául szolgáló stadion. A 2001-ben átadott létesítmény a világ legmodernebb labdarúgó stadionjai közé tartozik. Az UEFA-ranglistán 5 csillaggal kitüntetett pályán nemcsak labdarúgó mérkőzések, de kézilabdameccsek és koncertek is zajlanak.

## Története
Az 1974-es labdarúgó-világbajnokságra épített Parkstadion már a nyolcvanas évek végére elavultnak számított és egyre kevésbé felelt meg a kor kívánalmainak. A Schalke 04 vezetése már ekkor terveket készített egy új, többfunkciós stadion felépítésére. 1989. augusztus 29-én mutatta be Günter Eichberg az "Aréna a Berger Felden" című projektet, melynek során egy 45 000 fő befogadására képes multifunkciós stadiont kívántak építeni 100 millió márka értékben. Egy évvel később be is mutatták a stadion modelljét. 1991-ben a Philipp Holzmann AG építőipari vállalkozás tett ajánlatot egy 50 000-es stadion elkészítésére. Az építőipari óriás 320 millió márkáért vállalta volna a stadion megépítését. A Schalke 04 vezetése a magas összegnek a hallatán elzárkózott a közös projekttől és elnapolta a beruházást.
1996-ban azonban már halaszthatatlannak mutatkozott az építkezés. A Schalke új vezetése mindenképpen új stadiont szeretett volna. Az 1998. november 21-én jelképes alapkőletétellel indult építkezést teljes egészében a magángazdaság finanszírozta. A költségeket az egyesület maga teremtette elő. Az új Arena AufSchalke a régi Parkstadion mellett kapott helyet.
A stadionavatóra 2001. augusztus 14-én került sor, amikor az 1. FC Nürnberg és a Borussia Dortmund részvételével kétnapos villámtornát rendeztek. A Bundesligában augusztus 18-án, a Bayer Leverkusen vendégszereplésekor mutatkozott be a stadion.
2005-ben a stadion névadásának jogát a Schalke 04-t is szponzoráló Veltins sörgyár szerezte meg. A stadion nevének eladása botrányt váltott ki, mivel Rudi Ausser nem sokkal korábban tagadta, hogy eladnák a stadion szurkolók számára oly' fontos nevét. A névhasználati szerződés 2015. június 30-áig szól, addig a pálya a Veltins-Arena nevet viseli. 2006-ban a stadionban világbajnoki meccseket is rendeztek, ekkor neve „FIFA WM-Stadion Gelsenkirchen” volt.

## Stadiontechnika

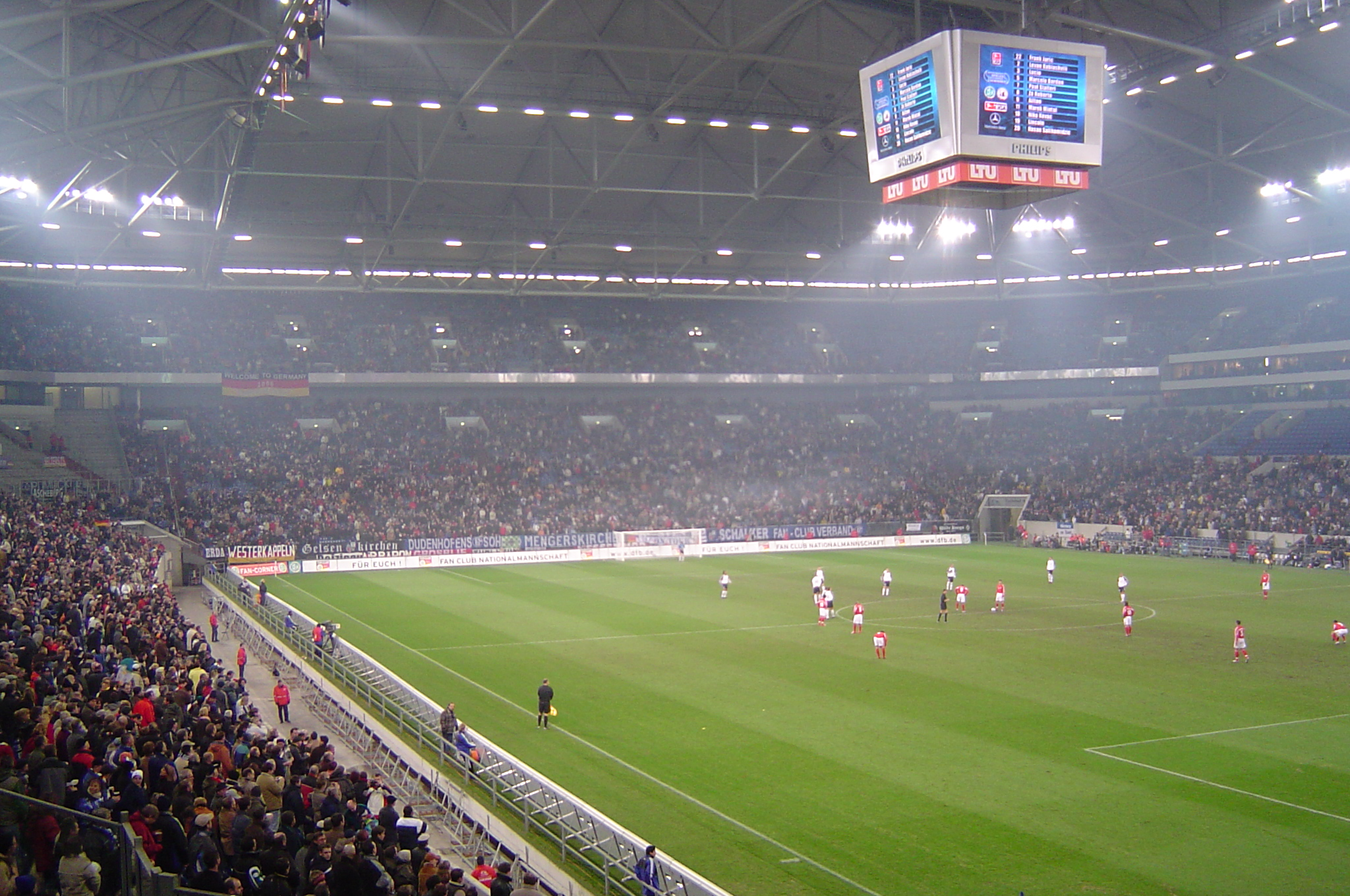

A stadion legszembeötlőbb tulajdonsága a zártsága. Nemcsak a nézőtér, de a pálya is fedett. A világ első zárt stadionjában, az Amsterdam ArenAban egy nehezen működtethető nyitható tetővel próbálták meg a fű pusztulását megakadályozni. Az Arena AufSchalke tervezői bonyolult tetőszerkezet helyett egyszerűbb megoldást választottak. A teljes játéktér egy hidraulikus szerkezet segítségével a déli lelátó alatt kihúzható a stadionból.

A Lelátók alatt egy kápolna is található, amelyben rendszeresen esküvőket és egyéb rendezvényeket tartanak.

A mérkőzések idején a stadion 32 üzletében nem lehet készpénzzel fizetni. A pálya saját valutája a "Knappenkarte", amely egy előre feltölthető telefonkártya mintájára működik. A büféket egy egységes csőrendszeren át látják el sörrel.

A stadion mennyezetéről egy 29 tonna súlyú tartószerkezeten négy, egyenként 36 m² felületű képernyő lóg. Ezeken az óriáskivetítőkön a stadionban ülők is megnézhetik a visszajátszásokat. Az egész létesítmény teljesen akadálymentesített, kerekesszékkel mindenhová el lehet jutni. Mérkőzéseken kívüli időpontokban a stadiont turisták látogatják.

## Túl a labdarúgáson

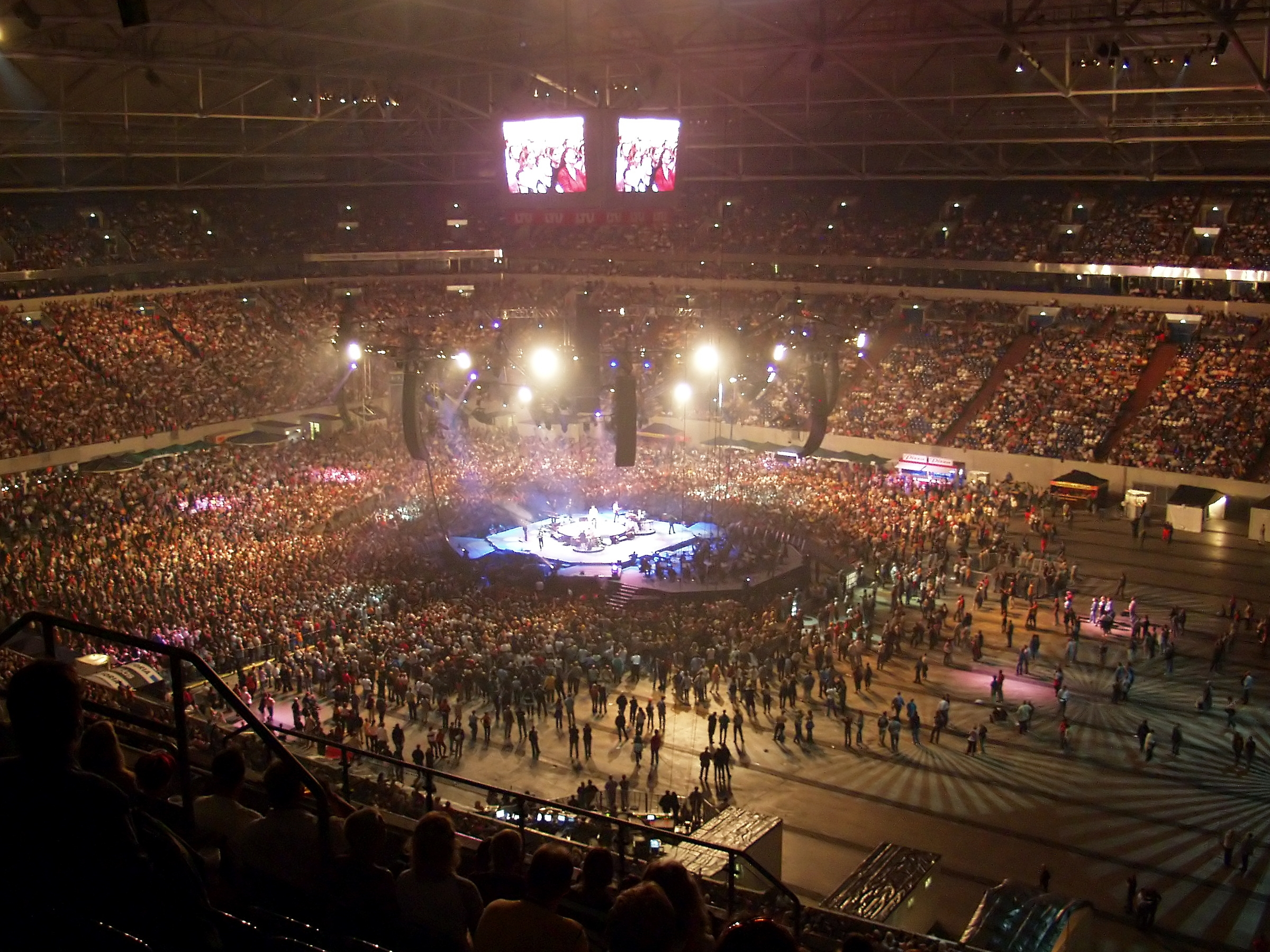
Koncert a pályán

A stadionban nemcsak focimeccsek, hanem számos egyéb sport és kulturális esemény is zajlik. A stadion kulturális megnyitója a Pur együttes nagyszabású koncertje volt, azóta adott már koncertet itt a Metallica, Bruce Springsteen, a U2, a Bon Jovi és Robbie Williams is. 2002-ben biatlon (sílövészet) világbajnokság zajlott falai között. 2003-ban és 2004-ben ez volt a Rhein Fire nevű amerikai-futball csapat otthona, 2005 nyarán a bajnoki szünetben roncsderbiket rendeztek a stadionban. 2004-ben a stadionban felépített ideiglenes kézilabdapályán rendezték a kézilabda-Bundesliga nyitómérkőzését, amelyet 30 000 néző tekintett meg. (Ez volt minden idők legnagyobb nézőszáma kézilabda mérkőzésen.) Itt rendezték a 2010-es jégkorong-világbajnokság nyitómérkőzését, a Németország-Amerikai Egyesült Államok összecsapást. A meccset 77 803-an tekintették meg a helyszínen, ami szintén rekordnak számít.

### A stadionban játszott jelentős mérkőzések
| Dátum            | Esemény | Forduló         | Csapat 1         |     | Csapat 2              | Eredmény            |
| ---------------- | ------- | --------------- | ---------------- | --- | --------------------- | ------------------- |
| 2004. május 26.  | BL      | Döntő           | FC Porto         | Vs. | AS Monaco             | 3 – 0               |
| 2006. június 9.  | VB 2006 | Csoportmérkőzés | Lengyelország    | Vs. | Ecuador               | 0 – 2               |
| 2006. június 12. | VB 2006 | Csoportmérkőzés | Egyesült Államok | Vs. | Csehország            | 0 – 3               |
| 2006. június 16. | VB 2006 | Csoportmérkőzés | Argentína        | Vs. | Szerbia és Montenegró | 6 – 0               |
| 2006. június 21. | VB 2006 | Csoportmérkőzés | Portugália       | Vs. | Mexikó                | 2 – 1               |
| 2006. július 1.  | VB 2006 | Negyeddöntő     | Anglia           | Vs. | Portugália            | 0 – 0 (1 – 3 h. u.) |